# Beograd na vodi

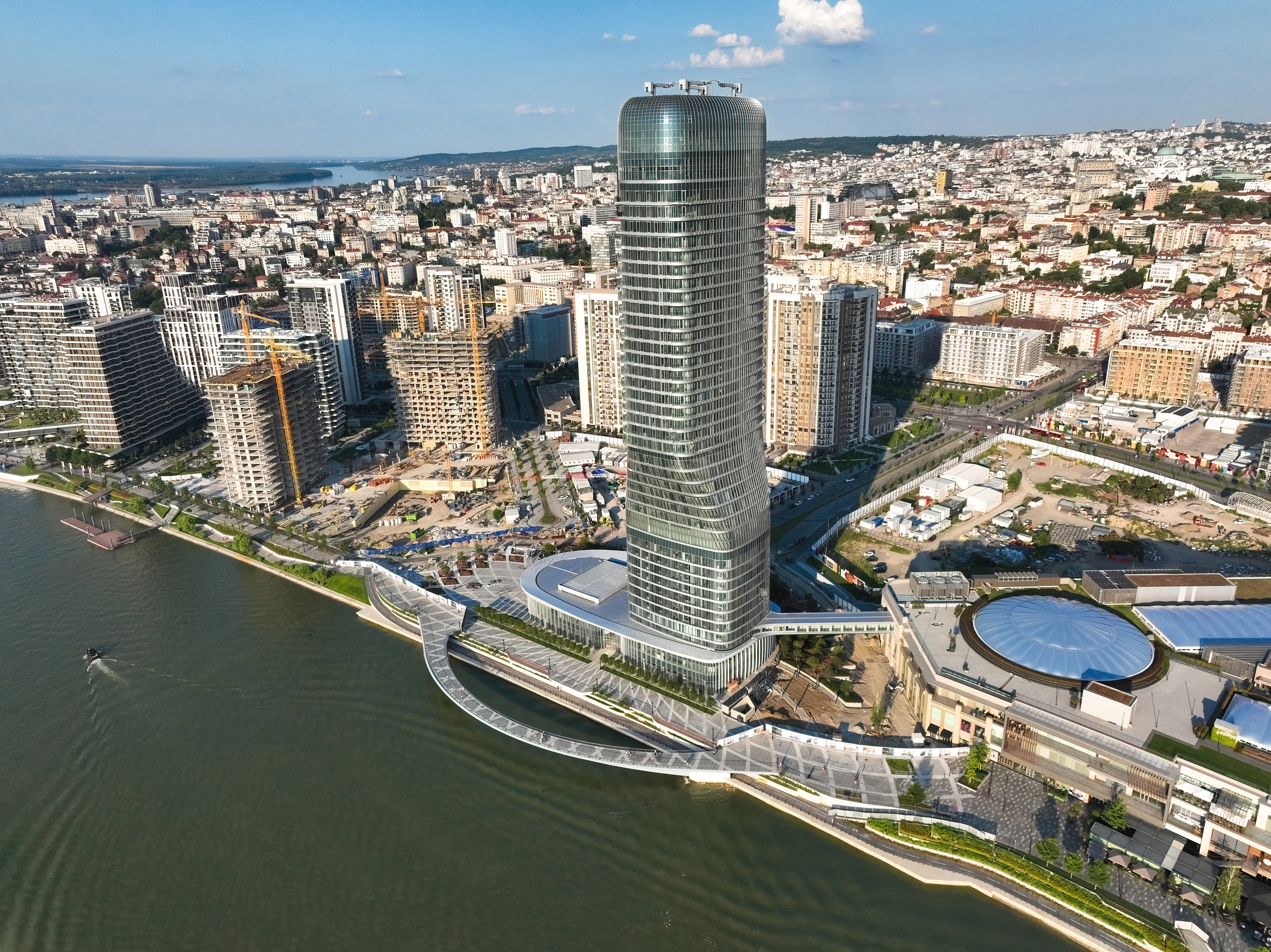
Výstavba v roce 2024.

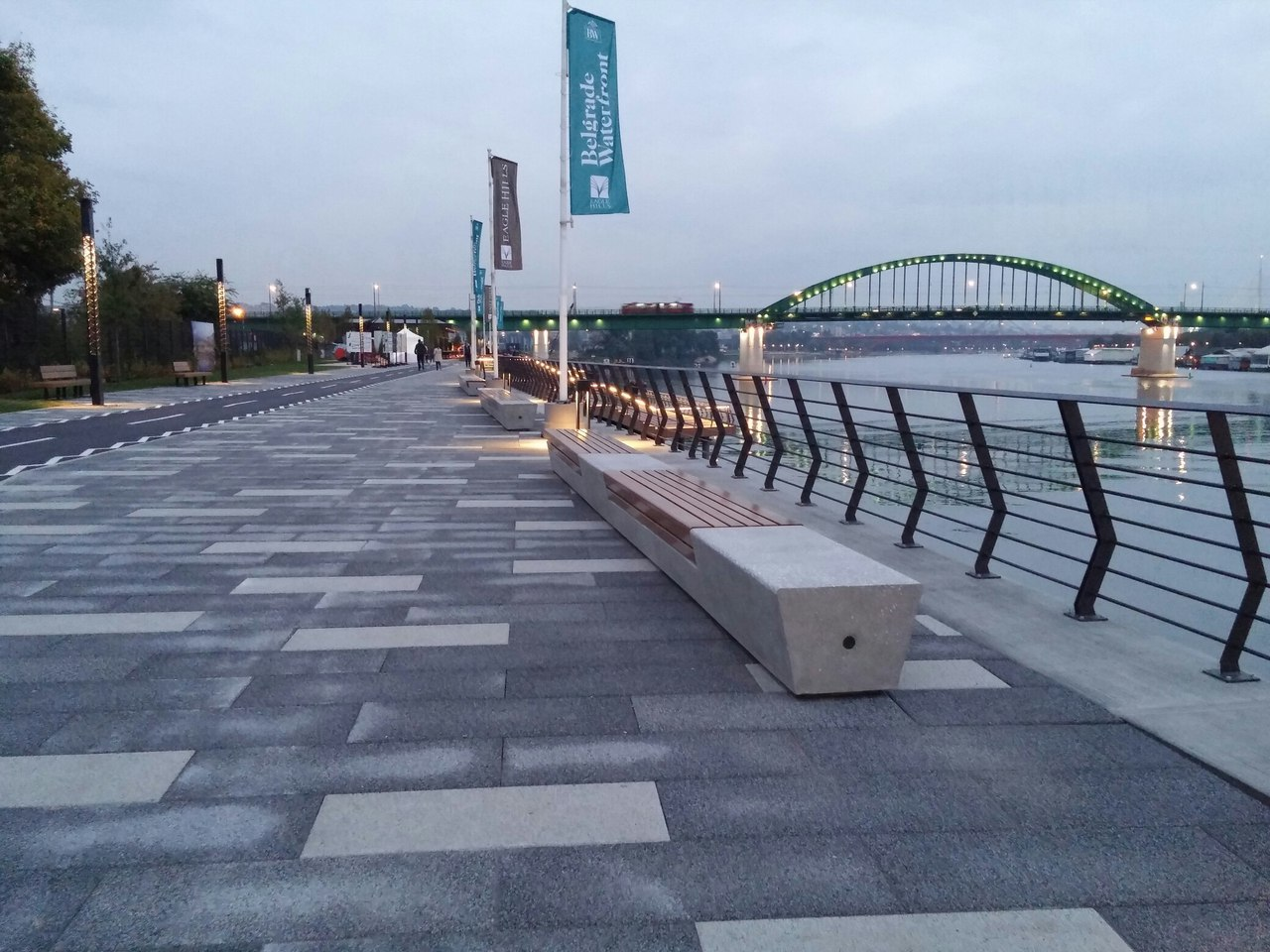
Rekonstruované nábřeží.

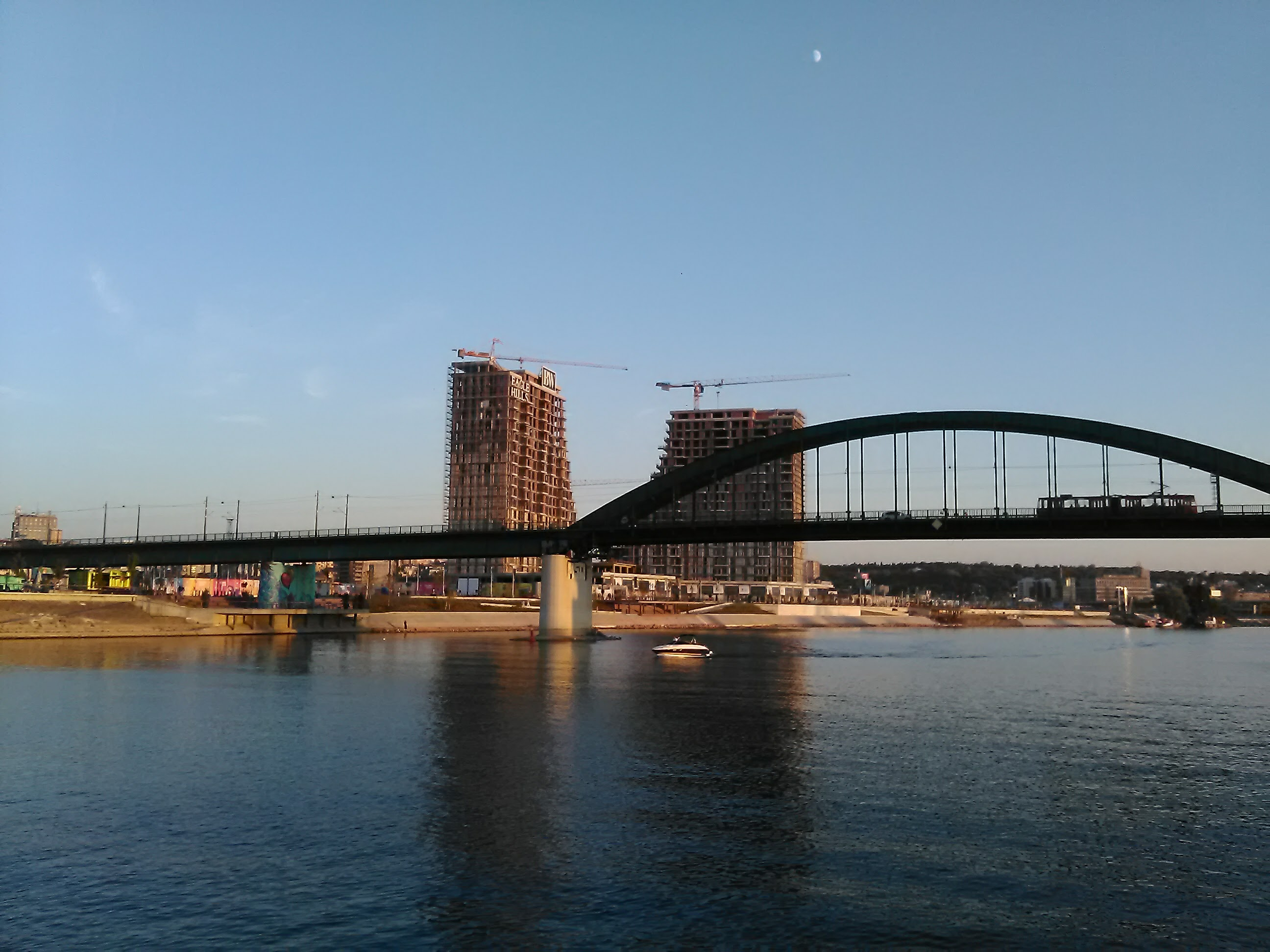
Výstavba v roce 2017.

Beograd na vodi (v srbské cyrilici Београд на води, anglicky Belgrade Waterfront) je urbanistický projekt rozvoje pravého břehu řeky Sávy v srbské metropoli Bělehradu. Vymezen je prostorem mezi Brankovým mostem a Mostem Gazela (Savamala). Předpokládá likvidaci prostoru současného bělehradského hlavního nádraží vč. jeho rozsáhlého kolejiště a výstavbu nových komerčně využitelných budov.

## Příprava projektu

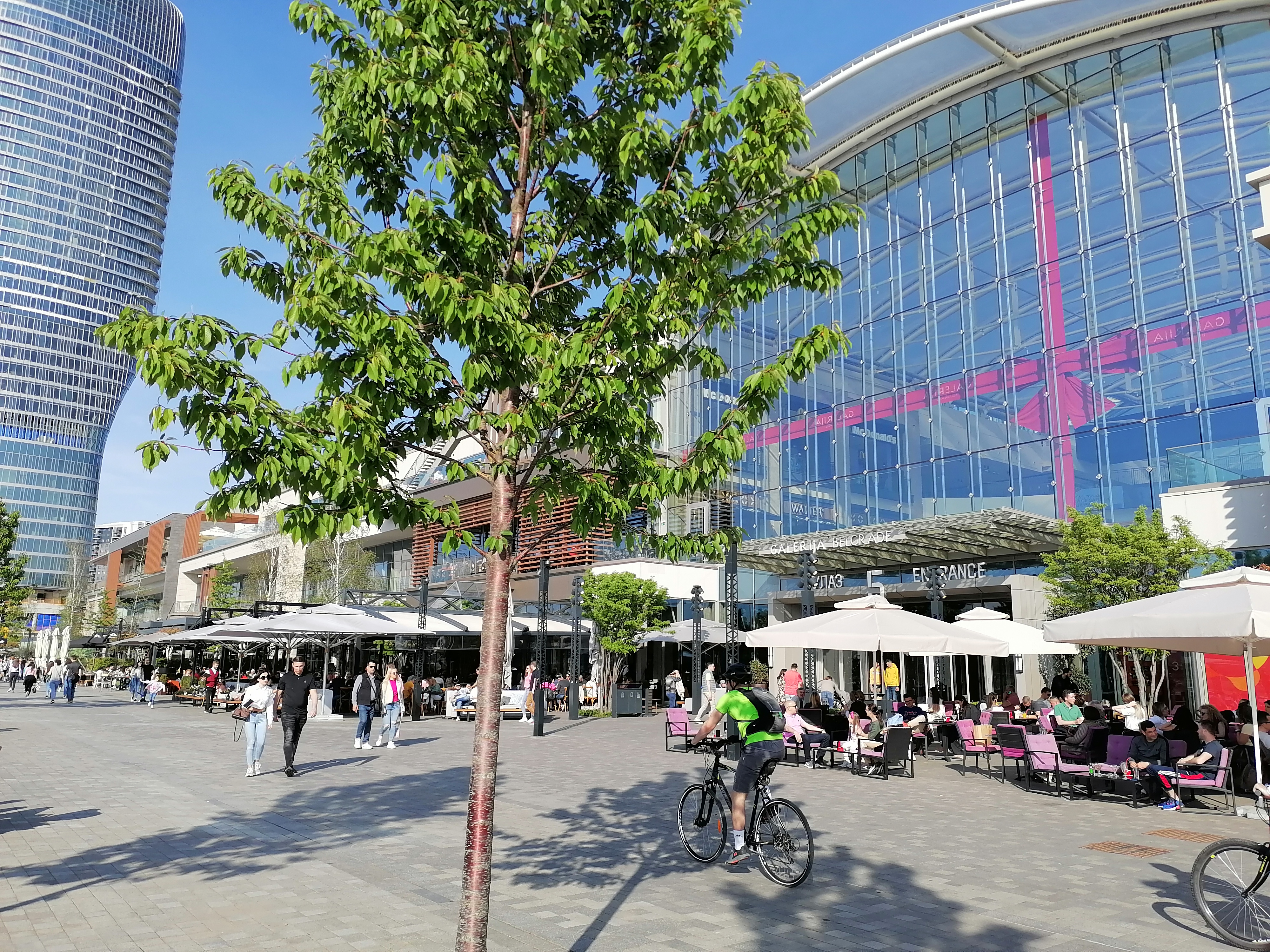

Myšlenka přestavby břehu Sávy v centru Bělehradu existuje několik desetiletí. V roce 2012 slíbil tehdejší kandidát na premiéra Aleksandar Vučić v kampani do parlamentních voleb projekt s tímto názvem. Podrobný plán projektu byl vyhotoven v prosinci 2012. Bělehradu jej prezentoval šejk Muhammad bin Zaíd, korunní princ ze Spojených arabských emirátů. V srbských mediích se o projektu nové čtvrti diskutovalo v říjnu 2013. Rychlý začátek výstavby mohl být uskutečněn díky tomu, že většina pozemků na břehu Sávy patřila státu a nebylo tak nutné řešit majetkové vyrovnání s vlastníky. Původní plán předpokládal oproti finální variantě výstavbu umělého ostrova a přemístění hlavního nádraží již v roce 2015.
Projekt řídí srbská vláda a financuje jej investor ze Spojených arabských emirátů. První železniční koleje byly odstraněny v březnu 2014.

## Průběh výstavby

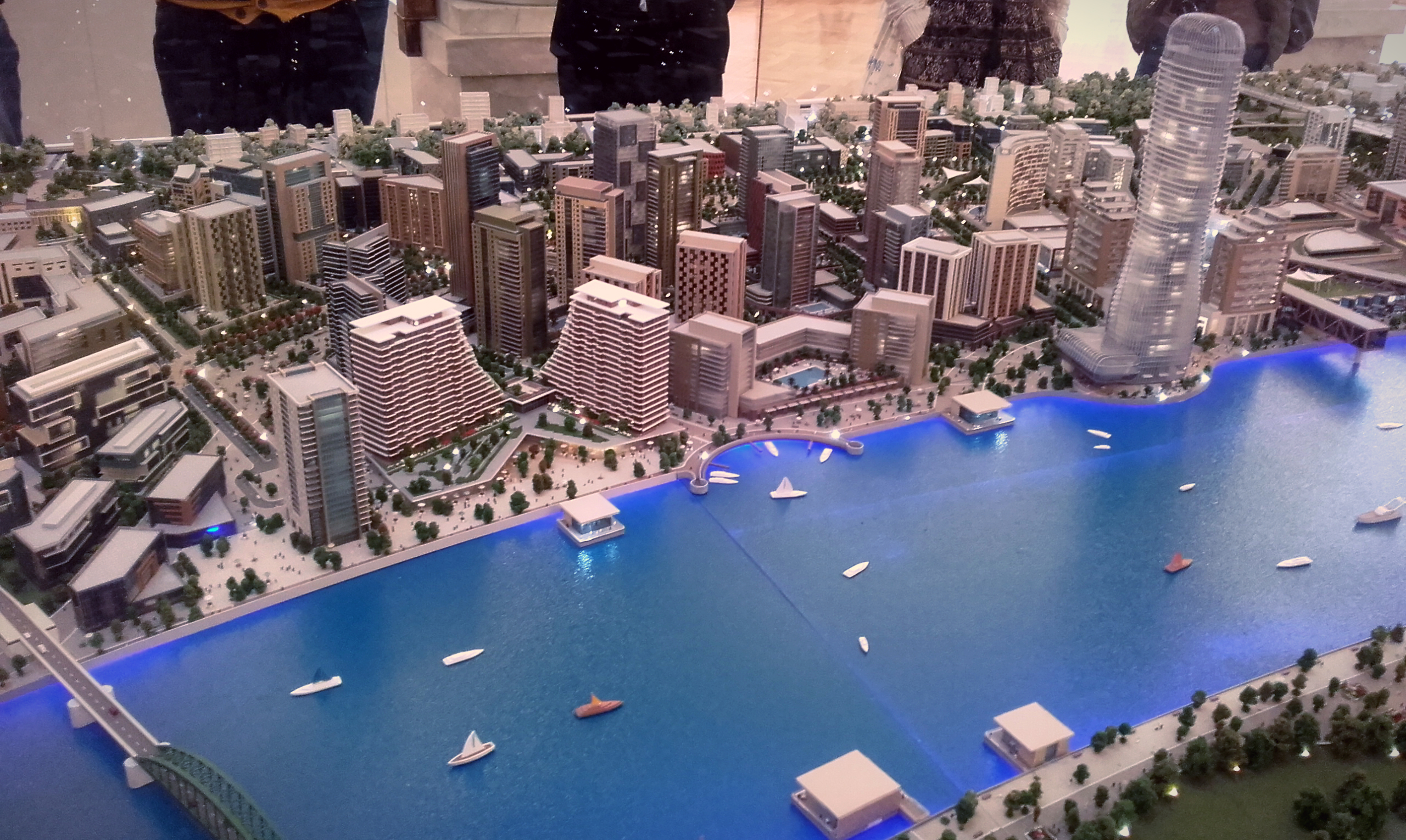
První model komplexu, vystavený v budově Bělehradského družstva (Beogradska zadruga) 2016

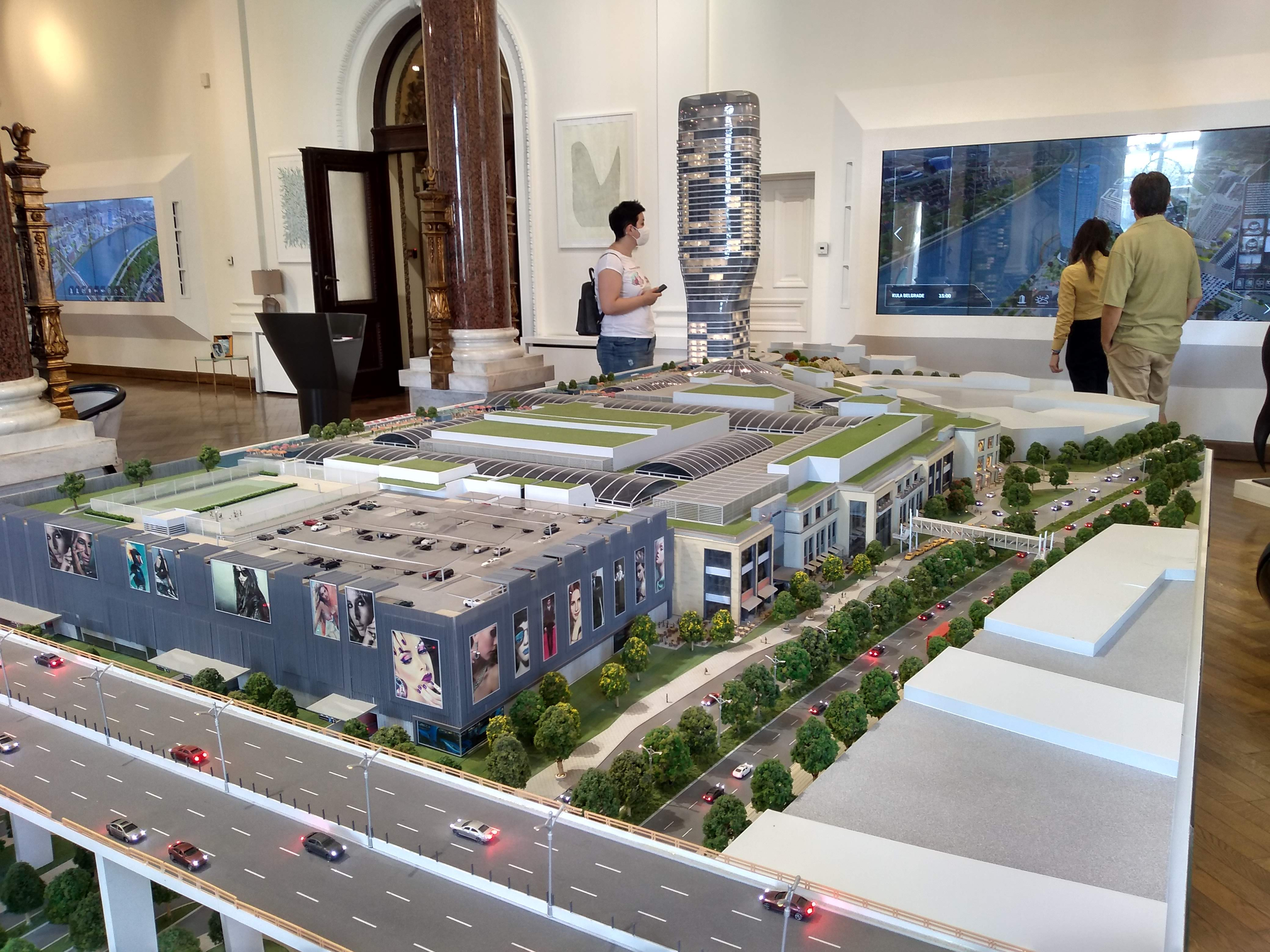
Nový model, nákupní centrum a věž (2018)

Základní kámen první z budov na břehu řeky Sávy byl postaven v říjnu 2015, nedlouho poté byla zahájeny kotvící práce pro další stavby. Součástí prvotní fáze výstavby byla rovněž rekonstrukce památkové secesní budovy Beogradska zadruga. Dominantním objektem celé čtvrti bude věž o výšce 168 m, jejíž základní kámen položil tehdejší srbský premiér Aleksandar Vučić v roce 2016 během své předvolební kampaně.[zdroj?] Věž bude mít 42 pater; prvních 20 bude tvořit luxusní hotel a zbytek bude představovat luxusní apartmány.
Projekt nové městské části na brownfieldu bývalého bělehradského výstaviště a nádraží si vyžádá přestavbu železničního uzlu v srbské metropoli. Dokončeno má být nové nádraží, které se buduje již od 60. let a původní historická budova z 19. století zůstane zachována uprostřed moderní čtvrti. Podél řeky Sávy vznikne nová promenáda a luxusní rezidenční objekty. Většina plánované zástavby bude využita k bydlení (60 %); menší část poslouží jako hotely (8 %) nebo kanceláře (17 %). Vznikne také obchodní centrum.
V nové oblasti byly vyprojektovány a vybudovány nové ulice, např. Sávský bulvár. Po odstranění kolejiště nádraží Beograd-Glavna budou některé ulice propojeny se zbytkem zástavby v této městské části. Starší ulice mezi původními objekty (např. Hercegovačka) musely ustoupit nově připravené síti. V roce 2018 pracovalo na výstavbě čtvrti 1200 dělníků.
Výstavba čtvrti probíhá směrem od severu k jihu. První objekty začaly být budovány v roce 2017. První obyvatelé nové čtvrti by se měli nastěhovat do dokončených objektů v roce 2018.

## Rozestavěné objekty
- BW Residences – dvě dvacetipatrové rezidenční věže na břehu řeky Sávy. Výstavba byla zahájena v říjnu 2015 a má být zakončena na začátku roku 2018.
- W Belgrade — hotel a bytové jednotky
- BW Galerija — obchodní centrum s plochou 93 000 m² GLA po dokončení prvotní fáze; celková plocha má dosáhnout 140 000 m² po dokončení.
- Belgrade Tower — Věž o výšce 142 m.
- BW Mall Towers — tři věže o celkové výšce 80 m.
- BW Vista – věž pro obytné a obchodní prostory s 23 patry a celkové výšce 82 m. Výstavba byla zahájena v roce 2016.
- BW Parkview – Obytná budova o výšce 82 m s 244 byty různých dispozic.

## Reakce
Proti plánované rozsáhlé výstavbě vystoupilo několik občanských iniciativ, např. skupina Ne da(vi)mo Beograd (Neudavme/Nedejme Bělehrad). Dne 26. dubna uskutečnila skupina demonstraci před budovou Beogradska zadruga v blízkosti budované čtvrti. Na přelomu let 2016 a 2017 zorganizovalo toto hnutí celkem osm dalších protestů. Kritici projektu vytýkají, že je realizován bez veřejné diskuze na úrovni města Bělehradu a že je určen výhradně movité klientele s byty a službami, které jsou vzdálené běžným obyvatelům města.